# Militärdiktatur

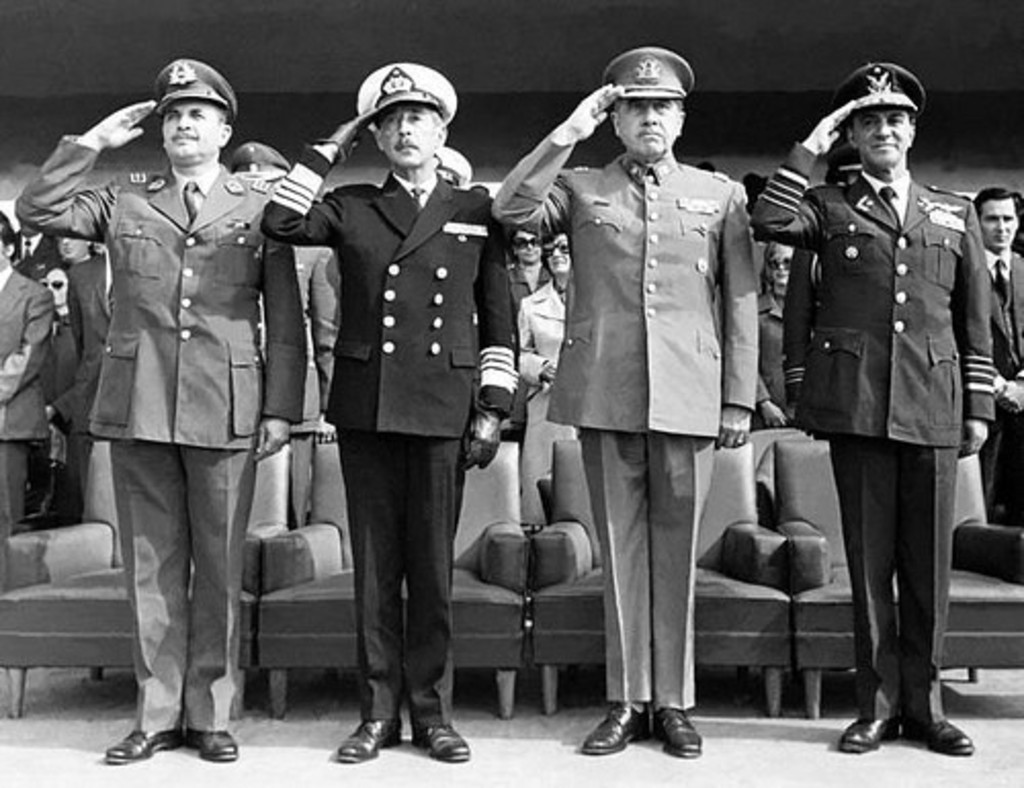
Militärjuntan i Chile under 1970-talet

Militärdiktatur är ett statsskick där den högsta politiska makten ligger hos militären. Det kan liknas vid stratokrati men skillnaden är att i typiska militärdiktaturer behöver inte styrelseskicket stödjas i lagen och i flera fall har även militären och den verkställande makten varit formellt separata. Likt i alla diktaturer kan militärdiktaturer vara officiella eller inofficiella, i vilket fall en civil regering nominellt kan styra. Blandade varianter har även funnits där militären inte är helt dominerande.

## Olika varianter
I modern tid har militärstyren varit vanliga särskilt i Latinamerika och Karibien, Afrika och Mellanöstern. I Latinamerika tog de ofta sig formen av militärjuntor, där de högsta militärerna bildade verkställande styrelser där de fattade alla viktiga politiska beslut. I vissa fall, exempelvis Översteregimen i Grekland, har militären varit delvis lojal till den gamla styrande eliten. Andra militärstyren har varit centrerade kring en individ, en stark ledare ofta kallad caudillo. I de flesta av fallen har ordföranden för juntan eller den ensamstyrande befälhavaren senare formellt tagit över statschefsämbetet.
Generellt har dessa styrelseskick uppstått till följd av militärkupper där den tidigare regeringen störtats, men i ett fåtal fall har militärstyren gradvis utvecklats ur etablerade civila enpartisystem. Exempel på detta är Irak under Saddam Hussein och Nordkorea under Kim Jong-il. I andra fall har militärledare valt att återinföra vissa delar av civilt styre, t.ex. allmänna val i syfte att ta plats som folkvalda statschefer för att öka sin legitimitet. Ett modernt exempel på det sistnämnda är Burma som styrts av en rad militärjuntor sedan 1962 men som sedan 2011 successivt har genomfört en rad liberaliserande reformer av sitt eget styre.

## Moderna exempel
Kända exempel på ledare för militärdiktaturer är Francisco Franco, Georgios Papadopoulos, Augusto Pinochet, Than Shwe, Mobutu Sese Seko, Mengistu Haile Mariam, Idi Amin och Wojciech Jaruzelski.
Militärjuntor har förekommit på flera håll i världen, redan 43 f.Kr. i formell mening (andra triumviratet) men förknippas främst med Latinamerika under 1900-talet men även Afrika. 
- Junta Militar de Gobierno, Chile, (1973–1990)
- Militärdiktaturen i Uruguay (1973-1985)
- Bolivias Juntor (1970-1971 och 1980-1982)
- Argentinas militärjunta Junta, Argentina, (1976-1983)
- Raoul Cédras junta, Haiti, (1991–1994)
- Wojskowa Rada Ocalenia Narodowego, Polen, (1981–1983)
- Derg, Etiopien (1974–1987)
- Junta de Salvação Nacional, Portugal, (1974–1976)
- Grekiska militärjuntan, Grekland, (1967–1974)
- Nationella säkerhetsrådet (คณะมนตรีความมั่นคงแห่งชาติ), Thailand, (2006–2008) (2014-)
- Nigerias juntor, Nigeria, (1966–1979 och 1983–1998)
- Armed Forces Revolutionary Council, Sierra Leone, (maj 1997-februari 1998)
- Myanmar (1962-2011) (2021-)
- Niger (2010-2011)
- Mali (2012)
- Guinea-Bissau (2012)
- Egypten (2011-2012) - (ej statskupp - tidigare presidenten Hosni Mubarak lämnade över makten till militären för en övergångsperiod tills nästa val)
- Turkiet, 1980 12 september-1983 (militärjunta)

## Nuvarande militärjuntor (år sedanstatskupp)
- Republiken Fijiöarna (2006)
- Centralafrikanska republiken (2013)
- Thailand (2014)
- Myanmar (2021)